# اورژوم (سرزمین آلتای)
اورژوم (به لاتین: Urzhum) یک منطقهٔ مسکونی در روسیه است که در سرزمین آلتای واقع شده‌است.